# Lydomorphus spinicornis
Lydomorphus spinicornis là một loài bọ cánh cứng trong họ Meloidae. Loài này được Pic mô tả khoa học năm 1911.